# مور (الحديدة)

تعديل مصدري - تعديل

مور هي إحدى قرى مديرية اللحية، التابعة لمحافظة الحديدة اليمنية، بلغ تعداد سكانها 4822 نسمة حسب الإحصاء الذي أجري عام 2004.